# 정희 (배우)
정희(丁姬, 1955년 12월 13일 ~ )는 대한민국의 배우이다. 전주교육대학교, 동국대학교 연극영화과를 졸업하였다.

## 수상
- 1978년 백상예술대상 영화부문 신인상 (옛날 옛적에 훠어이 훠이)